# Ruweiha

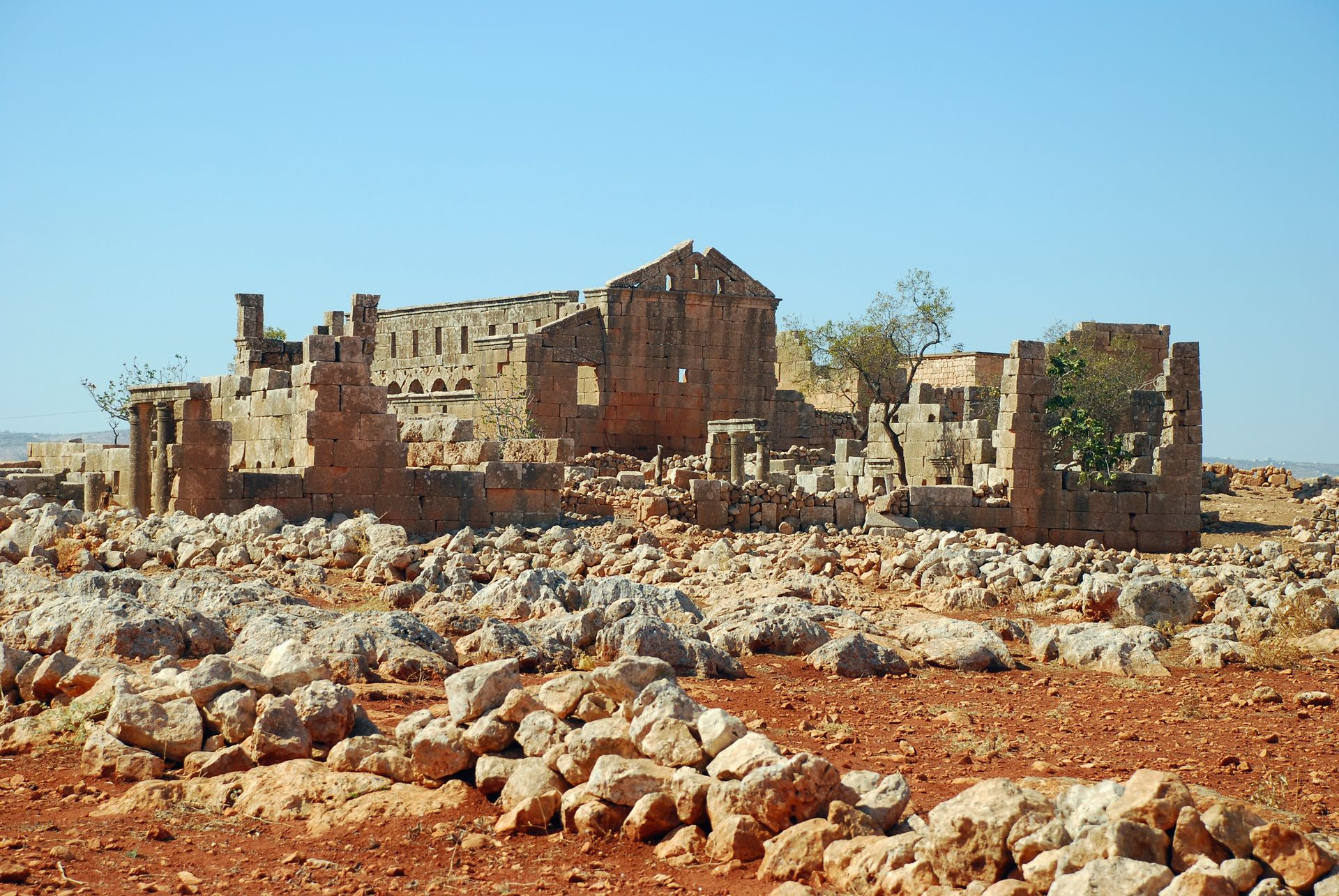
Säulenarkadenbasilika von Südosten. Die Rundapsis ist hinter der Ostwand eingebaut. Die einfachen rechteckigen Fenster der Hochwand verweisen auf eine frühe Bauzeit oder einen ländlichen Baustil

Ruweiha (arabisch رويحة, DMG Ruwaiḥa) war eine dörfliche Siedlung in spätrömischer und frühbyzantinischer Zeit im Gebiet der Toten Städte im Nordwesten von Syrien.

## Lage
Ruweiha liegt im Gouvernement Idlib im Gebiet des Dschebel Zawiye, dem südlichen Teil des nordsyrischen Kalksteinmassivs. In der Spätantike gehörte der Ort zur Kulturlandschaft Apamene, benannt nach Apameia, der damaligen Verwaltungshauptstadt am Südende des Berglandes.
Von der Schnellstraße, die von Maarat an-Numan nach Norden Richtung Aleppo führt, zweigt nach sieben Kilometer im Dorf Babila eine Nebenstraße nach Westen ab, die nach drei Kilometer die antike Siedlung Jerada durchquert. Ruweiha liegt weitere zwei Kilometer nordwestlich auf einem flachen Hügel. Im Unterschied zu Jerada liegt kein modernes Dorf in der Nähe, einige Ruinen werden von Viehzüchtern als Unterkünfte und Stallungen benützt. Die Landschaft ist nahezu baumlos, verkarstet und während der trockenen Sommerzeit durch den farblichen Gegensatz zwischen einer dünnen rotbraunen Erdschicht und hellgrauen Felsbrocken geprägt.

## Stadtbild
Die Kenntnis über Ruweiha reicht bis ins 3. Jahrhundert n. Chr. zurück. Aus dieser Zeit ist ein römischer Tempel erhalten, der 384/385 restauriert und in ein Grabmal umgewidmet wurde. Der Bau ist vollständig erhalten. Das Umbaudatum ist auf einer Inschrift zu lesen, die im nördlichen Giebelfeld angebracht ist und die Namen der Beigesetzten mit Bassimas und Mathbabea angibt. Das Grabmal hat die Form eines Antentempels mit zwei Säulen vor dem Eingangsportal an der Nordseite und ist mit Steinplatten gedeckt. Ein weiteres Tempelgrab befindet sich im Norden außerhalb des Ortes.

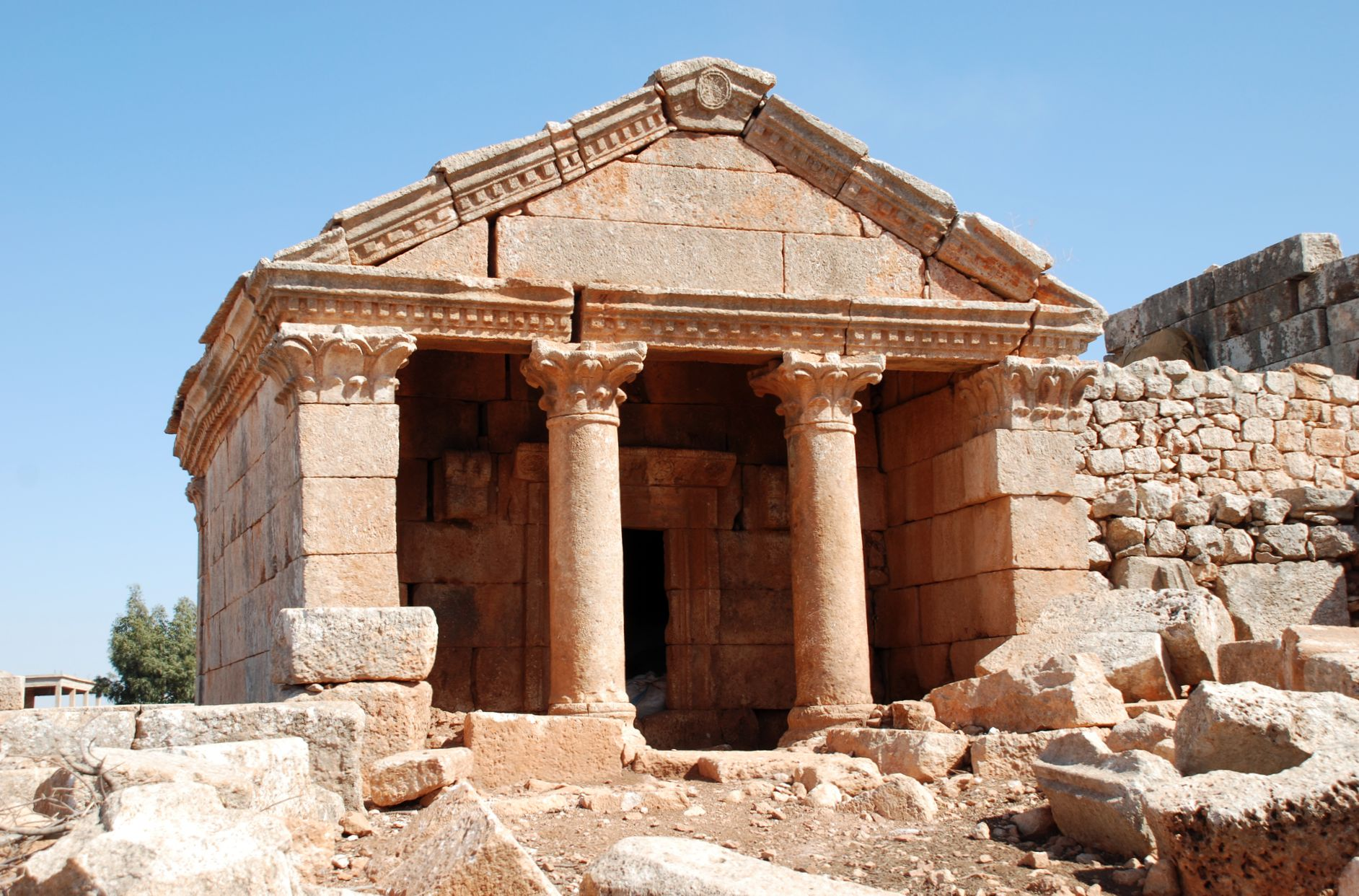
Spätrömisches Grab als Antentempel. Architrav und Gesims mit Zahnschnitt. Kelchförmige Kapitelle

Zumindest einige Familien lebten hier zu Beginn des 4. Jahrhunderts. Ab Mitte oder Ende des Jahrhunderts, als sich das Christentum als Staatsreligion überall durchgesetzt hatte, dürfte der Ort durch den Zuzug christlicher Siedler gewachsen sein. Wie fast alle der etwa 700 katalogisierten antiken Stätten im Gebiet des Kalksteinmassivs war Ruweiha eine dörfliche Siedlung, die vom 5. bis zum 7. Jahrhundert ihre größte Ausdehnung und Bedeutung hatte. Zu den ungefähr 100 Gebäuden auf einem Gebiet von etwa 23 Hektar gehörten zwei Basiliken und eine Agora in der Ortsmitte. Eine größere Zahl stattlicher, zweigeschossiger Residenzen weisen auf eine ehemals wohlhabende Oberschicht hin. Die Häuser lassen sich nach dem Wandaufbau einteilen: einerseits in Bauten mit älterem Doppelmauerwerk und grob behauenen, nicht in einer Linie verlegten Quadern, die allgemein schlechter erhalten sind, oder andererseits mit einfachen, sauber gefügten Rechtecksteinen in horizontalen Schichten.
Zur Wasserversorgung wurden in antiker Zeit Zisternen angelegt, aus denen die heutigen Siedler noch ihr Brauchwasser beziehen. Im Süden und Osten des Ortes liegen große Gräberfelder mit Steinsarkophagen, deren Grabraum in den Felsboden eingetieft und mit einem an der Oberfläche liegenden schweren Steindeckel geschlossen war.

### Frühe Säulenarkadenbasilika
Der ältere der beiden Sakralbauten ist eine dreischiffige Säulenarkadenbasilika (Südkirche) in der Ortsmitte, von der keine inschriftliche Datierung bekannt ist. Ihre Abmessungen betragen 24,8 × 14,5 Meter. Das breitere Mittelschiff wird von jeweils acht toskanischen Säulen von den schmalen Seitenschiffen abgeteilt. Die Wände sind aus Kalksteinquadern sorgfältig fugenlos geschichtet. Die Rechteckfenster in der Arkadenhochwand, Türen ohne Rahmenornament und eine einfache halbrunde Apsis sprechen für eine frühe Bauzeit. Dagegen zeigt der gut erhaltene Bau in der Gesamtansicht eine klare Konzeption, die sich so auch bei Kirchen im Norden des Kalksteinmassivs findet. Zum Standardprogramm dieser Kirchen gehören zwei Eingänge mit jeweils einem säulengestützten Portikus an der Südwand. Die Westwand wurde durch drei Eingänge mit einer breiten Vorhalle betont. Aufgrund von Stilvergleichen wird die Entstehungszeit mit 420 bis 430 angegeben. Von allen Gebäuden, die in das 4. Jahrhundert datiert werden, ist diese Basilika mit Abstand am professionellsten ausgeführt. Deshalb, und aufgrund der Stilparallelen mit Kirchen weiter nördlich dürften keine lokalen Arbeitskräfte, sondern erfahrene Handwerker von auswärts mit dem Bau beschäftigt gewesen sein.

### Weitarkadenbasilika

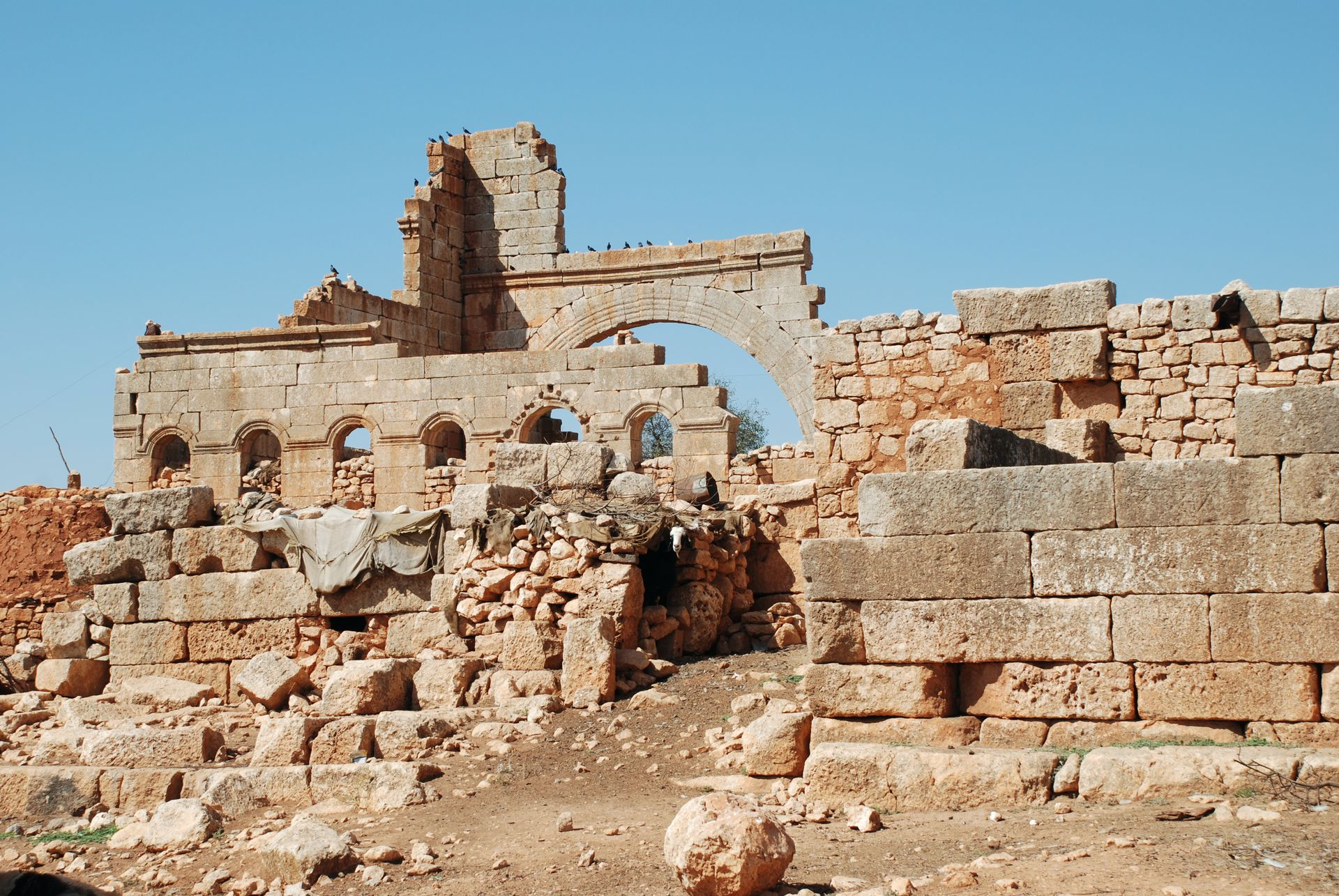
Weitarkadenbasilika von Süden. Auch die Fenster an den Hochwänden des Mittelschiffes besaßen Rundbögen, wie an der Schrägkante eines Steines zu erkennen ist. Stark verbaut und zur Nutzung als Schafstall mit Bruchsteinen zugesetzte Fensteröffnungen

Der größere, aber wesentlich schlechter erhaltene Kirchenbau (Nordkirche) liegt außerhalb der Ortsmitte 400 Meter nordwestlich der Südkirche und ist eine Weitarkadenbasilika. Diese in Syrien entstandene innovative Architektur hat ihren Ausgangspunkt in der um 460 bis 470 erbauten Pilgerkirche von Qalb Loze. Sie war Vorbild für viele andere Basiliken mit weiten Arkaden im Mittelschiff, wie die Basilika A in Resafa, deren Bögen sich über zehn Meter spannten. Die um 500 entstandene Basilika von Ruweiha war eine der größten Kirchen im nordsyrischen Kalksteinmassiv und die größte im Dschebel Zawiye, obwohl ihr Dach nur von vier kreuzförmigen Pfeilern getragen wurde. Gertrude Bell reiste eigens wegen dieser „berühmten Kirche“ 1905 nach Ruweiha und beschrieb sie als die schönste Kirche des Dschebel Zawiye.
Die Grundmaße betrugen 39,6 × 19,2 Meter. Zwischen den vier Pfeilern in der Mitte des Kirchenschiffes befand sich ein U-förmiges Bema, von dem nur noch der 1943 freigelegte Steinplattenbelag zu sehen ist. Ein Bogen im westlichen Kirchenschiff und ein großer Teil der Westwand blieben erhalten. Die übrigen Mauern sind zerfallen oder wurden zur Weiterverwendung in jüngerer Zeit abgetragen. Die Ruine ist durch Viehställe verbaut. An der westlichen Giebelwand war ein dreiteiliger Narthex mit seitlichen Ecktürmen und einem weiten mittleren Rundbogen vorgebaut. Eine solche repräsentative Doppelturmfassade besaßen im Gebiet der Toten Städte nur noch zwei Kirchen, die im Norden lagen: Qalb Loze und die völlig verschwundene Klosterkirche von Der Turmanin. Außerhalb Syriens gilt die Weitarkadenbasilika von Ruweiha als Vorbild für die nordarmenische Basilika von Jereruk, die in das 6. Jahrhundert datiert wird.
Die Bauinschrift nennt kein Datum, dafür den Namen eines wohlhabenden Einwohners, von dem nicht bekannt ist, ob er Großgrundbesitzer oder Priester war: Bizzos, der Sohn des Bardas. Sein Mausoleum wird von einer Rundkuppel überdeckt und liegt direkt neben der Kirche innerhalb des damaligen Temenos. Dass diese Gesamtanlage nur von einem einzigen Mann gestiftet werden konnte, erlaubt Rückschlüsse auf die wirtschaftliche Situation zu der Zeit. Beim Bau war eine städtische Werkstatt tätig, wie sich aus dem Gesamtbild von sorgfältig ausgeführter Baukonstruktion und Dekorelementen ergibt. Als „städtische“ Kirche unterscheidet sie sich deutlich von den unter lokaler Regie hergestellten übrigen Sakralbauten im Dschebel Zawiye. Die meisten anderen Kirchenbauten hatten nicht die aus dem Norden kommenden technischen Verbesserungen bei der Konstruktion der mittleren Hochwände übernommen. Im 6. Jahrhundert war die Bizzos-Kirche wohl eine der seltenen Pilgerkirchen im Süden. Die meisten Pilgerziele waren im Norden in der Nachahmung des Säulenkultes um Symeon entstanden, der vom Qal’at Sim’an ausgehend viele große und kleine Pilgerziele hervorbrachte.